# Bernat Pomar Pomar
Bernat Pomar Pomar  (Palma, 1932-2011) instrumentista, compositor i pedagog mallorquí. Va estudiar violí al Conservatori de Palma amb Ignasi Piña Tarongí. Ha actuat com a solista i com a membre d'orquestra en nombrosos concerts a Mallorca. Ha interpretat música de cambra amb la pianista Beeny Bentley i ha format part de l'Orquestra Simfònica de Mallorca i, posteriorment, de l'Orquestra Ciutat de Palma. A la seva joventut va fer part del grup Los Millonarios pels que va compondre la popular cançó Paradise of Love.
Ha estat fundador i director de nombroses orquestres de corda, però és especialment conegut per l'Orquestra de Corda Bernat Pomar, on ha duit a terme una important tasca pedagògica mitjançant la formació de joves intèrprets de música de cambra.
Com a compositor, és autor d'obres per a violí, orquestra de cambra i orquestra simfònica, que han estat interpretades, entre d'altres, per l'Orquestra Simfònica de les Illes Balears o la Camerata Sa Nostra. Com a pedagog, ha creat un mètode propi, El meu violí, que permet als infants de només 3 anys iniciar-se en el món interpretatiu de la música, d'una manera totalment lúdica. Un dels seus alumnes que més ha destacat ha estat Francesc Garcia Fullana. El 2005 va rebre el Premi Ramon Llull i el 2007 el Premi Jaume II per part del Consell Insular de Mallorca.
L'Ajuntament de Marratxí va inaugurar dia 27 de desembre de 2013, el carrer dedicat a Bernat Pomar Pomar a la zona de Sant Marçal, a Sa Cabaneta i l'Ajuntament de Palma un al barri de Son Rapinya